# Viktor Antonovič Sadovničij
Viktor Antonovič Sadovničij (rusky Виктор Антонович Садовничий; (* 3. dubna 1939 Krasnopavlivka, Ukrajinská SSR) je ruský matematik, od roku 1992 rektor Lomonosovovy univerzity. Je absolventem Fakulty mechaniky a matematiky na Lomonosovově univerzitě, disertační práci doktora věd obhájil v roce 1974 a od roku 1975 je profesorem. Rektorem Moskovské štátní univerzity byl zvolen 23. března 1992. Je členem strany Jednotné Rusko (od 2002) a členem dozorčí rady prokremelské Nadace Russkij mir. Ukrajina proti němu zavedla sankce ihned po ruské invazi.